# 唑吡坦
唑吡坦（INN：zolpidem）是一种新型非苯二氮䓬类镇静催眠药，属于Z-drugs，对正常睡眠时相干扰较少，且能显著缩短入睡时间，后遗效应、耐受性、依赖性及停药戒断症较轻。唑吡坦的抗焦虑、中枢性骨骼肌松弛和抗惊厥作用很弱。約在口服30-90分鐘內起效，藥效維持至少兩至三小時。
唑吡坦在市面上常見的藥名包括：Stilnox、Zoldem、Adormix、Ambien、Ambien CR、Edluar 等等。中國大陸商品名為思諾思（Stilnox），台灣則有佐沛眠（Zolpium）、使蒂諾斯等名稱。

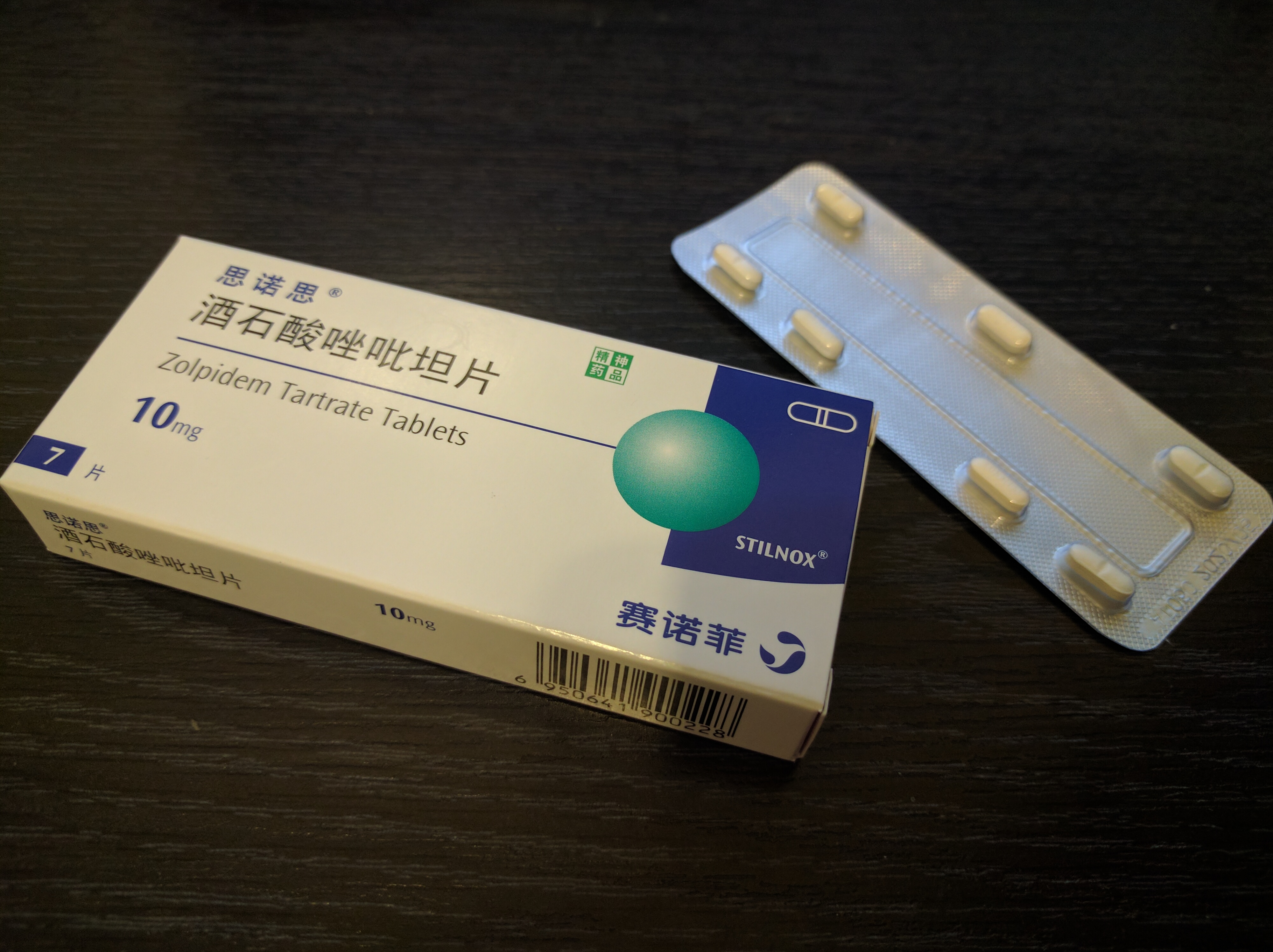
在中国大陆销售的酒石酸唑吡坦片（思诺思®）

## 药理学
唑吡坦是GABAA受体的正别构调节剂，它选择性结合GABAA受体的α1亚基，因此它具有较强的催眠和较弱的抗焦虑、肌肉松弛和抗惊厥特性。与地西泮不同，唑吡坦可以与αβGABAA受体结合，它被证明与α1-α1界面结合。唑吡坦对α2-和α3-亚基的亲和力比对α1低10倍，且对含α5亚基的受体没有表现出明显的亲和力。含α1亚基的苯二氮卓位点（旧称ω1）主要存在于大脑中，而含α2亚基的苯二氮卓位点（旧称ω2）主要存在于脊柱中，因此唑吡坦更易于与位于大脑而不是脊柱中的GABAA受体结合。唑吡坦对含有γ1和γ3亚基的受体没有亲和力，并且像绝大多数苯二氮卓类药物一样，它也对含有α4和α6亚基的受体缺乏亲和力。唑吡坦或许是通过诱导受体构象来调节受体，它诱导的构象能够通过正调节位点调节激动剂γ-氨基丁酸与其同源受体的结合强度，而不影响脱敏或峰值电流。
与扎来普隆类似, 唑吡坦可能增加慢波睡眠，但对第二睡眠期没有影响。一项比较苯二氮卓类药物与非苯二氮卓类药物的文献综述显示，唑吡坦和苯二氮卓类药物在入睡潜伏期、总睡眠持续时间、觉醒次数、睡眠质量、不良事件、耐受性、失眠反弹和日间警觉性方面几乎没有显著的差异。

### 药代动力学
微粒体研究表明唑吡坦由CYP3A4（61%）、CYP2C9（22%）、CYP1A2（14%）、CYP2D6（<3%）和CYP2C19（<3%）代谢。只有不到1%以原药形式从尿液排出。唑吡坦的绝对生物利用度约为70%，在2小时内达到峰值浓度，在健康成年人中半衰期为2至3小时，但在儿童中会缩短，在老年人和肝功能有问题的人群中延长。
在肝功能不全的人群中，其生物利用度增加。消除率减少和消除半衰期增长致大约十个小时。在肾功能不全的人群中，可观察到清除率中等降低。其他参数不变。唑吡坦不能通过透析清除。

## 外部連結
- . Drug Information Portal. U.S. National Library of Medicine.   [2020-10-22]. （原始内容存档于2020-11-27）.
- Man who couldn't talk or move for 8 years 'wakes up' 20 minutes after docs gave him sleeping drug（页面存档备份，存于）